# Aaron Spelling
Aaron Spelling (Dallas, 22 aprile 1923 – Los Angeles, 23 giugno 2006) è stato un produttore televisivo, produttore cinematografico e attore statunitense, che detiene il record del mondo come produttore televisivo più prolifico.

## Biografia

### Origini
Aaron Spelling nacque a Dallas, in Texas, da genitori russi di religione ebraica, Pearl Wald e David Spelling, sarto. Il cognome originale della famiglia era Sperling, che in tedesco significa sparviero.. Frequentò la Forest Avenue High School. A 8 anni, a causa delle prese in giro dei compagni razzisti, fu costretto a rimanere a casa da scuola per un crollo nervoso. In quei giorni iniziò a leggere romanzi d'amore che, come da lui affermato, gli furono di grande insegnamento per il suo futuro lavoro.
Dal 1942 al 1945 partecipò alla seconda guerra mondiale, prestando servizio nell'United States Army Air Forces dalla quale, al termine dell'arruolamento, otterrà una croce di bronzo e un Purple Heart, decorazione riservata ai feriti in combattimento. In seguito si iscrisse alla Southern Methodist University e si laureò nel 1949.

### Carriera
Spelling vendette la sua prima sceneggiatura, per la serie Jane Wyman Theater, nel 1954. Continuò scrivendo soggetti per le serie The Dick Powell Show, Playhouse 90 e Carovane verso il West. In seguito trovò lavoro come attore, recitando nella serie western Gunsmoke e prendendo parte a pellicole come Criminali contro il mondo, L'amante sconosciuto e Hanno ucciso Vicki. Apparve inoltre in alcuni episodi delle serie Alfred Hitchcock presenta e Dragnet. Dopo aver sceneggiato i film Tuoni sul Timberland e Un piede nell'inferno, si dedicò a tempo pieno alla produzione, dove coglierà i suoi maggiori successi. Grazie alle serie La legge di Burke e Mod Squad, i ragazzi di Greer, entrò alla ABC, dove le sue produzioni finirono per dominare i palinsesti. Tra il 1960 e il 1980 produsse serie come Cuore e batticuore, Love Boat, Starsky & Hutch,  Charlie's Angels, Fantasilandia, la soap opera Dynasty e In casa Lawrence che si aggiudicò diversi Emmy Award.
Alla fine degli anni ottanta si rivolse al pubblico giovane e, assieme a Darren Star, creò Beverly Hills 90210, serie che rappresentò il trampolino di lancio per la figlia Tori Spelling. Visto il successo, creò anche una serie simile dedicata a un target più adulto: Melrose Place. Nel 1972, insieme al collega Leonard Goldberg, fondò la casa di produzione Aaron Spelling Production che dal 1986 prese il nome di Spelling Entertainment e in seguito Spelling Television. Dal 1997 al 1999 produsse per la NBC la soap opera Sunset Beachche con ben 751 puntate batté in longevità Beverly Hills 90210 (292) e Love Boat (241) e dove lo stesso Spelling apparve in veste di guest star in due episodi. Apparve in più di 27 programmi televisivi tra il 1992 e il 2005 anche se, dopo l'inizio del nuovo secolo, raramente concesse interviste. Dopo aver ceduto il controllo della Spelling Television ai colleghi in affari, nel 2004 Spelling venne interpretato da Dan Castellaneta nel film per la NBC Behind the Camera, The Unauthorized Story of Charlie's Angels. Da metà anni novanta fino alla morte avvenuta nel 2006, Spelling produsse altre serie di successo tra le quali Streghe e Settimo cielo che, con le sue 11 stagioni, si aggiudicò il primato di serie più longeva prodotta da Spelling.
Nella sua carriera Spelling produsse oltre 100 film tra i quali Scuola diabolica per ragazze e Guerra al virus (per la televisione): il primo con Shannen Doherty e il secondo interpretato da Richard Gere. Per il cinema produsse Charlie's Angels, Bolle di sapone, California Poker e Gli infiltrati. Diresse anche 10 commedie teatrali. Con un totale di oltre 200 produzioni, coprì più di 5.000 ore di messa in onda televisiva. Molti gli attori da lui lanciati, tra i quali John Travolta, Nick Nolte e Julia Roberts che Spelling produsse nel film Femmine sfrenate (1988), Heather Locklear, Shannen Doherty e Joan Collins. Alcuni personaggi fittizi ebbero una seconda vita sul grande schermo, grazie ai film Charlie's Angels, Starsky & Hutch e S.W.A.T. - Squadra speciale anticrimine. La sua importanza come produttore gli valse la stella nella Hollywood Walk of Fame.

### Vita privata
Dal 1953 al 1964 fu sposato con l'attrice Carolyn Jones.
Nel 1968 sposò la scrittrice Candy Marer da cui ebbe due figli: Tori (1973) e Randy (1978) che iniziarono a recitare da adolescenti anche in produzioni del padre: su tutte Beverly Hills, 90210. Nel 1996 scrisse la sua autobiografia, intitolata A Prime Time Life.
La sua villa di Los Angeles, costituita da 123 stanze ed edificata su rulli (per evitare le scosse sismiche), venne costruita per 47 milioni di dollari e chiamata The Manor (Il maniero). La costruzione che contiene tra l'altro un'intera ala riservata al guardaroba della moglie, una pista da pattinaggio e da bowling, uno studio apposito per l'incartamento dei pacchi regalo e una piscina, è considerata la più grande di Hollywood. È infatti più grande del Taj Mahal, ma più piccola del Pentagono. È situata nella prestigiosa zona di Holmby Hills, al 594 South Mapleton Drive, non lontana dalle ville tra gli altri del creatore di Playboy Hugh Hefner, del produttore ed ex presidente di Paramount Pictures Frank Mancuso Sr. e del produttore e imprenditore Jimmy Iovine.
L'intero edificio è stato ufficialmente messo in vendita agli inizi del 2009 dalla moglie Candy, per una cifra pari a 150 milioni di dollari. Dopo oltre due anni dalla messa in vendita l'intero complesso è stato comprato dalla modella Petra Ecclestone, figlia del patron della Formula 1 Bernie Ecclestone, per 85 milioni di dollari.

### Malattia, controversie e morte
Nel 2001 gli fu diagnosticato un cancro. Il 28 gennaio 2006 venne denunciato dalla sua infermiera, che lo accusò di abuso sessuale, discriminazione, aggressione e infliggimento volontario di stress.
Il 18 giugno 2006 Spelling ebbe un infarto nella sua residenza a Beverly Hills, Los Angeles, California. Morì cinque giorni dopo, il 23 giugno 2006, per complicazioni derivate dall'attacco di cuore, all'età di 83 anni. Dopo il funerale, celebrato in forma strettamente privata, venne sepolto in una cripta in un mausoleo all'Hillside Memorial Park a Culver City, California.
I suoi beni, stimati intorno ai 500 milioni di dollari, andarono alla moglie Candy (primaria beneficiaria), ai figli Tori e Randy, e ai fratelli.

## Filmografia parziale

### Produttore

#### Cinema
- Tuoni sul Timberland (1960) (produttore e sceneggiatore)
- Un piede nell'inferno (1960) (sceneggiatore)
- Il rifugio del corvo (1970)
- Le donne preferiscono il vedovo (1970)
- Un affare di cuore (1973)
- California Poker (1974)
- Kate Bliss and the Ticker Tape Kid (1978)
- Il transatlantico della paura (1979)
- Mister mamma (1983)
- Una finestra nella notte (1986)
- Mi arrendo..e i soldi? (1987)
- L'ora della rivincita (1987)
- Femmine sfrenate - (1988)
- Prendi il mio cuore (1988)
- Poliziotti a due zampe (1990)
- Come sposare un miliardario (1991)
- Bolle di sapone (1991)
- Gli infiltrati  (1999)
- Charlie's Angels (2000)

#### Televisione
- Carovane verso il West (1957-1965, sceneggiatore e regista di un episodio)
- I racconti del West (1961-1963, sceneggiatore e produttore)
- La legge di Burke (64 episodi, 1963-1966)
- Honey West (1965-1966)
- Il grande teatro del west (1967-1969)
- Daniel Boone (1964-1970)
- Mod Squad, i ragazzi di Greer (125 episodi, 1968)
- Giovani ribelli (1970)
- L'ultimo bambino (1971) (film tv)
- Starsky & Hutch (92 episodi 1975-1979, produttore esecutivo)
- A tutte le auto della polizia (1972-1976, 68 episodi)
- Arriva l'elicottero (1974)
- Firehouese squadra 23 (1974)
- S.W.A.T. (37 episodi, 1975-1976)
- The Boy in the Plastic Bubble - (film TV) (1976)
- In casa Lawrence (1976-1980)
- The Love Boat II (1977) (film tv)
- Vega$ (1978-1981)
- Tre come allora - (film Tv) (1979)
- B.A.D. Cats (1980)
- Charlie's Angels (110 episodi, 1976-1981, produttore esecutivo)
- Love Boat (241 episodi, 1977-1987, produttore esecutivo)
- Fantasilandia (152 episodi, 1978-1984, produttore esecutivo)
- Cuore e batticuore (110 episodi, 1979-1984 a più riprese)
- Luna di miele (1981, plot di Love Boat)
- Strike Force (1981-1982)
- Dynasty (1981-1989, 220 episodi)
- The Renegades - (film TV) - (1982)
- Matt Houston (1982-1985)
- Signornò (1983)
- Glitter (1984)
- Macgruder & Loud (1984)
- Detective per amore (1984-1985)
- T.J. Hooker (90 episodi, 1982-1986, produttore esecutivo)
- Hotel (116 episodi, 1983-1988, produttore)
- I Colby (1985-1987, 49 episodi)
- Hollywood Beat (1985)
- Infermiere a Los Angeles (14 episodi, 1989)
- I segreti di Twin Peaks (1990, coprodotta)
- The Love Boat: A Valentine Voyage (1990) (film tv)
- Beverly Hills 90210 (292 episodi, 1990-2000, produttore esecutivo)
- Dynasty: ultimo atto (1991) (film tv)
- Melrose Place (217 episodi) 1992-1999 (produttore esecutivo)
- The Heights (1992)
- Guerra al virus- (film TV)- (1993)
- 2000 Malibu Road (1993, miniserie di sei puntate)
- Models Inc. (29 episodi) 1994-1995 (produttore esecutivo) - (Spin-off di Melrose Place)
- La legge di Burke (1994-1995, proseguimento della serie datata 1963)
- Un papà da prima pagina (1994-1995)
- Robin's Hoods (1994-1995)
- I ragazzi di Malibù (1996)
- Savannah (24 episodi, 1996-1997)
- Settimo cielo (221 episodi, 1996-2006, produttore esecutivo)
- Buddy Faro (1998)
- Love Boat - The Next Wave (1998-1999)
- Streghe (178 episodi, 1998-2005, produttore esecutivo)
- Scuola diabolica per ragazze - (film TV) - (2000)
- Titans (13 episodi, 2000-2001)
- Summerland (26 episodi, 2004-2005, produttore)
- Wanted (2005)

### Attore
- Hanno ucciso Vicki (1953)
- Tre ragazzi del Texas (1953)
- L'amante sconosciuto (1954)
- Nei mari dell'Alaska (1954)
- I rinnegati del Wyoming (1954)
- Criminali contro il mondo (1955)
- Uno straniero tra gli angeli (1955)
- Ombre gialle (1955)
- Lucy ed io – serie TV, 1 episodio (1955)
- TV Reader's Digest – serie TV, episodi 1x06-2x20-2x34 (1955-1956)
- Alfred Hitchcock presenta (Alfred Hitchcock Presents) – serie TV, episodio 1x07 (1955)
- Dragnet – serie TV, 6 episodi (1953-1955)
- Crusader – serie TV, episodio 1x38 (1956)
- Gunsmoke – serie TV, episodio 1x35 (1956)
- The Millionaire – serie TV, 1 episodio (1956)
- L'aquila solitaria (1957)
- La legge di Burke (Burke's Law) – serie TV, episodio 1x05 (1963)
- Beverly Hills 90210 – serie TV, episodio La nuova evoluzione (1995)
- Sunset Beach – serie TV, episodi 298 e 299 (1998)

## Premi
Si è aggiudicato 2 Emmy, uno per la miniserie And the bed played on e uno e per il film Day one. Le sue serie si sono aggiudicate i seguenti Telegatti:
- 3 Dynasty
- 1 I Colby
- 3 Beverly Hills 90210
- 1 Hotel